# Marie-Bernard Gillioz Praz
Marie-Bernard Gillioz Praz, née Gillioz, à Saint-Léonard le 20 août 1954, est une œnologue valaisanne connue pour avoir mis en œuvre la production intégrée dans son vignoble.

## Biographie
Marie-Bernard Gillioz Praz vient d'une famille vigneronne de huit enfants. À la fin de ses études secondaires, elle obtient une maturité pédagogique à l'école normale de Sion. Elle enseigne en Valais pendant deux ans puis à Veyrier dans le canton de Genève où elle reste huit ans. 

### La formation
Désireuse de rentrer au pays et de travailler la vigne, elle se bat pour obtenir la possibilité de suivre la formation d'oenologue à l'École d'ingénieurs de Changins. Bien que cette formation ne soit pas destinée aux femmes, Marie-Bernard Gillioz sait convaincre de son intérêt et suit cette formation au début des années 1980. Elle fait également ses premiers pas dans des entreprises viticoles pourtant peu enclines à engager des femmes. Jacques Guhl lui fait confiance et elle devient métral, responsable des cultures du domaine Bonvin à Sion. Dans le même temps, elle travaille au laboratoire d'œnologie d'Olivier Joris à Chamoson, un passionné de viticulture sans traitements chimiques.  
Comme de nombreuses femmes de son époque, désireuses de poursuivre leur carrière professionnelle après leur maternité, Marie-Bernard mène de front l'éducation de ses trois enfants avec sa passion pour la vigne. Elle appartient à la génération des pionnières de la viticulture féminine en Valais avec Corinne Clavien-Defayes, Madeleine Gay et Marie-Thérèse Chappaz.  

### Le vignoble
Après un séjour de deux ans aux États-Unis, elle constitue son propre vignoble dans la région de Sion, sur la colline de Valère et Tourbillon ; elle crée sa propre cave à Grimisuat en 1992,. De conception écologique, sa cave utilise la gravité et refroidit le vin grâce à la température extérieure. Marie-Bernard Gillioz appartient au premier groupe de viticulteurs en Valais désireux d'utiliser les moyens naturels aussi bien dans leur vignoble que dans leur cave. Elle refuse d'utiliser les herbicides, les pesticides et les insecticides ; elle collabore avec la station ornithologique de Sempach pour permettre le retour des oiseaux des vignes. Avec les membres de Vitival créée en 1989, elle essaie de comprendre le climat, le terroir, les oiseaux et les animaux qui représentent l'environnement dans lequel la vigne trouve son épanouissement. Elle devient la première femme présidente de Vitival et occupe cette fonction de 2003 à 2009. Cette association compte 900 membres en 2018 qui participent à l'amélioration de l'environnement dans la vigne. 
Reconnue à plusieurs reprises pour la qualité de ses vins,,, la cave de Marie-Bernard Gillioz est réputée au-delà des frontières cantonales,,. 